# Papa Liberiu
Papa Liberiu (n. 310 d.Hr., Roma, Imperiul Roman – d. 24 septembrie 366 d.Hr., Roma, Imperiul Roman) a fost un papă al Romei din 17 mai 352.

## Înainte de pontificat
Despre viața lui dinainte de pontificat nu se știe nimic sigur; conform autorului Liber Pontificalis, Liberiu era roman, fiul unui anume Augustus. Lui Liberiu îi este dedicat un lung epitaf care îi preamărește virtuțile și oferă câteva date biografice, care însă – după părerea unor cercetători – par să nu vorbească despre el, sau să-l confunde cu alt personaj.

## Activitate
Păstorirea Bisericii de către Papa Liberiu a fost de la 17 mai 352 până la 24 septembrie 366, care a coincis cu perioada tristă a cezaropapismului exercitat de Împăratul Constanțiu al II-lea. Acesta, instigat de ariani, voia să proscrie doctrina Conciliului de la Niceea și să impună condamnarea marelui Atanasie din Alexandria. La început, Papa Liberiu a știut să reziste bine pretențiilor împăratului dar, cu timpul, a cedat; cel puțin în parte. Și această slăbiciune a sa i-a procurat un renume nefavorabil – bineînțeles: fals și exagerat – dar despre care a rămas ecou în Liber Pontificalis. Într-adevăr, în această cronică pontificală, Liberiu este prezentat direct ca un eretic și înverșunat persecutor al clerului catolic-ortodox. Adevărata istorie însă, dacă nu poate scuza complet atitudinea sa, a redimensionat (aducând la juste proporții) personalitatea și lucrarea sa, punându-le în lumină bună.

## Apărarea lui Atanasie
La scurt timp după alegere a primit câteva scrisori de la episcopii orientali, care-l acuzau pe Atanasie din Alexandria și-i cereau papei să-l condamne definitiv; Papa Liberiu însă, care deja cunoștea bine situația, a convocat un sinod în 353 (aniversarul Hirotonirii sale), în care a luat hotărârea apărării lui Atanasie în fața calomniilor care i se făceau.

## Lupta cu împăratul
Voind să pună capăt jocurilor de culise ale arianilor, îndată după sinod a trimis soli la împăratul Constanțiu, cu rugămintea să convoace un conciliu la Aquileea. Dar împăratul a stabilit ca sinodul să se țină la Arles (353) și, abuzând de puterea și de prestigiul său, a impus condamnarea Sf. Atanasiu, din nefericire semnată și de reprezentanții papei, conduși de Vincențiu. Singurul care a refuzat să semneze această condamnare a fost Paulin din Treves (ep., sf.)care în baza edictului imperial, emanat înaintea deschiderii sinodului, a fost trimis în exil.
La aflarea acestei vești Papa Liberiu a fost foarte întristat și, îndată, a trimis o scrisoare episcopilor pentru a-i întări și a-i îndemna să reziste. Acest gest a provocat furia lui Constanțiu. Papa, încrezător în dreptatea cauzei, a cerut împăratului să convoace un nou sinod, care de data aceasta a fost ținut la Milano, în 355. Și de data aceasta, însă, prezența lui Constanțiu și acțiunile – lipsite de cel mai elementar bun-simț – ale unor episcopi ariani, care au călcat în picioare dreptatea și caritatea creștină, au reînnoit condamnarea lui Atanasiu (semnată, cu slugărnicie de neiertat, de toți cei prezenți cu excepția delegaților papei: Episcopul Eusebiu de Verceli, Dionisie din Milan și Lucifer din Cagliari. Toți aceștia datorită refuzului lor au fost trimiși imediat în exil.
Conștient de-acum de reaua-credință a lui Constanțiu, Liberiu nu și-a mai făcut iluzii: a scris o scrisoare de mângâiere și de îmbărbătare celor exilați, îndemnându-i să se roage ca Dumnezeu să-l ajute să „reziste tiraniei împăratului”.
Într-adevăr, la scurt timp după aceea e sosit la Roma eunucul Eusebiu cu misiunea de a-l îngenunchea și pe Liberiu; dar cele câteva minciuni și amenințări proferate s-au dovedit inutile. Prefectul Leonțiu l-a arestat pe papă și l-a târât la Milano, în timp ce împăratul se pregătea deja să-l înlocuiască cu arhidiaconul Felix (antipapa Felix al II-lea) la cârma Bisericii.

## Exilul
După o discuție furtunoasă, dar energică și cu-adevărat demnă de un papă, împăratul Constanțiu l-a exilat și pe papa Liberiu la Berna, în Tracia.
Departe de Roma, separat de colaboratorii săi intimi și fideli, continuu presat de episcopul locului și de episcopul Fortunațian din Aquileea, în cele din urmă, Liberiu – purtat la Smirna pe la sfârșitul anului 357 – a cedat: a acceptat condamnarea sf. Atanasie și a semnat o formulă de credință, care deși nu era eretică, era ambiguă și incompletă. În felul acesta, în 358, i s-a permis să se întoarcă la Roma. Gândul pervers al împăratului era să constituie la cârma Bisericii 2 „capi”: antagonici, ca astfel să-i poată manipula.
Această cedare este episodul cel mai derutant din viața Papei Liberiu, prezentat mereu: de unii ca „o cădere”, dar pentru a cărei interpretare și evaluare – deja din antichitate – istoricii și teologii s-au împărțit în două tabere opuse: una încercând să dovedească vinovăția papei și, prin urmare să pună în discuție infailbilitatea papei; cealaltă tabără, încercând să explice episodul și să-l prezinte doar ca pe „o slăbiciune personală”, de însemnătate strict istorică, nu teologică.
Nu este aci locul să se examineze în detaliu această problemă (dealtfel, larg dezbătută și prezentată în orice istorie mai consistentă a Bisericii, sau a papilor), care are  o listă foarte lungă de izvoare precum și o onestă evaluare a autenticității lor.
Majoritatea istoricilor (nu doar cei catolici) consideră că – conform adevărului istoric și onestității științifice – pretinsa „cădere” a papei Liberiu trebuie să fie circumscrisă în cele mai modeste/restrânse dimensiuni. Liberiu a fost slab, fără îndoială, totuși nu și-a trădat misiunea și slujirea de învățător al adevărului creștin.

## Revenirea în Roma
O confirmare solidă o constituie că, după eliberarea sa și mai ales după moartea lui Constanțiu (361), eliberat de ingerințele curții, nu numai că a îmbrățișat cu entuziasm normele doctrinare și disciplinare ale Sinodului din Alexandria (362), dar – condamnând deciziile sinodului eretic din Rimini (359) – și-a dat toată străduința (și a făcut-o eficient) pentru restaurarea și întărirea dreptei credințe în întreaga biserică (este vorba de doctrina pronunțată deja de Conciliul Ecumenic din Niceea), făcând să fie acceptată de toți episcopii, chiar și de cei care fuseseră slabi sau pactizaseră cu Constanțiu.
De mare importanță este și reacția poporului Romei. Acesta, obligat să îndure impunerea antipapei, când Liberiu s-a întors la Roma, nu numai că l-a primit triumfal, dar – dejucând monstruoasa tactică a împăratului de a instala la guvernarea Bisericii doi antagoniști – s-a solidarizat și răsculându-se, l-au izgonit pe intrus (Antipapa Felix al II-lea).
În ultima parte a vieții sale, Liberiu s-a îngrijit de ornamentarea mormântului Sfintei Agneza și de construirea bazilicii „iuxta macellum Libiae” pe Esquilin, mărită mai apoi și împodobită cu admirabile mozaicuri de Papa Sixt al III-lea. Este vorba de actuala bazilică, cunoscută cu numele „Santa Maria Maggiore” în Roma.
Papa Liberiu a murit pe 24 septembrie 366 și nu pe 9 septembrie cum poate fi citit în Liber Pontificalis.
A fost înmormântat în cimitirul Priscilla, pe via Salaria.

## Cultul în martirologii
Numele lui a fost înscris în Martirologiul Gregorian, lipsește însă în cel Roman; omisiunea este explicabilă prin faptul că numele lui lipsește și în Martirologiul lui Adon și în cel al lui Usuardo, de la care derivă Martirologul Roman. Istoricii sunt de părere că cei doi au fost influențați de falsele mărturii (calomniile) răspândite împotriva lui Liberiu în sec. al VI-lea acceptate și de autorul cronicii Liber Pontificalis. Tot în felul acesta se explică și faptul că mormântul lui Liberiu nici măcar nu este pomenit în itinerariile din sec. al VIII-lea.
Grecii și copții îl comemorează pe 27 august.
Asupra sfințeniei papei Liberiu un martor demn de ascultat este Sfântul Ambrozie – contemporan cu papa – care o îndeamnă pe sora sa, Marcela, (Marcelina?) ce primisese vălul monastic chiar de la Liberiu) să cinstească memoria fericitului Liberiu, deoarece a fost un om foarte sfânt iar mijlocirea lui dobândește haruri. („beatae memoriae Liberii praecepta revolvere, ut quo vir sanctior eo sermo accedat gratior”) (Ambroziu, De virginis, III,1).